# Violette hérissée
Viola hirta
Espèce
Classification phylogénétique
La violette hérissée, appelée aussi violette velue, violette folle ou parfois violette sans odeur (Viola hirta), est une espèce de plantes à fleurs du genre Viola et de la famille des Violacées.

## Description
C'est une plante herbacée vivace.

### Caractéristiques
Appareil végétatif
- Plante acaule de 5 à 30 cm, tige hérissée de poils raides
- Souche sans stolon ni rejets rampants
- Stipules lancéolées entières ou dentées
- Feuilles cordées, munies de dents et velues surtout à la base, toutes en rosette au collet de la racine

Appareil reproducteur
- Couleur dominante des fleurs inodores : violet bleuâtre clair
- Période de floraison : avril-juin
- Inflorescence : fleur solitaire latérale cléistogame
- sépales ovales, obtus ; éperon dépassant les appendices ; stigmate en crochet aigu
- Sexualité : hermaphrodite
- Pollinisation : entomogame, autogame

Graine
- Fruit : capsule subglobuleuse velue[1]
- Dissémination : myrmécochore

## Habitat et répartition
- Habitat type : ourlets basophiles médioeuropéens, commune dans les bois clairs, lisières, haies, pelouses, prairies et bords des chemins
- Aire de répartition : eurasiatique et subméditerranéenne[2]

## Statut de protection
En France, l'espèce figure sur la liste rouge des plantes du Nord-Pas-de-Calais.